# Manville (Caroline du Sud)
Pour les articles homonymes, voir Manville.
Manville est une census-designated place située dans le comté de Lee, dans l’État de Caroline du Sud, aux États-Unis. Lors du recensement de 2020, elle comptait 471 habitants.